# 皮里切
皮里切，是匈牙利索博尔奇-索特马尔-贝拉格州所辖的一个村。总面积36.99平方公里，总人口1878，人口密度50.8人/平方公里（2011年1月1日）。